# Leonard Dawe
Leonard Sydney Dawe (Brentford, 3 novembre 1889 – Acton, 12 gennaio 1963) è stato un calciatore inglese, di ruolo attaccante.

## Carriera

### Nazionale
È stato campione olimpico al 5º Torneo olimpico di calcio del 1912 svoltosi a Stoccolma, vincendo l'oro con il Regno Unito. Sempre nel 1912 ha anche giocato la sua unica partita in carriera con la nazionale inglese.